# Synagogan på Saint Thomas
Synagogan på Saint Thomas är en judisk historisk synagoga i Charlotte Amalie på Saint Thomas i de Amerikanska jungfruöarna. Formellt sett heter synagogan Beracha Veshalom Vegmiluth Hasidim. Den uppfördes 1833, medan öarna var i dansk besittning och ligger på adressen Krystalgade 16AB, vilket nästan är samma adress som Köpenhamns synagoga, som ligger på adressen Krystalgade 12. Synagogan på Saint Thomas utnämndes till att bli ett amerikanskt National Historic Landmark år 1997.